# 競馬の歴史
競馬の歴史では競馬（近代競馬）の成立と発展の歴史について述べる。
なお、日本における競馬の歴史の詳細については競馬の歴史 (日本)を参照。

## ヨーロッパ

### 16世紀
- 1540年 イギリスにおいて、世界初の競馬場（チェスター競馬場）が建設され近代競馬（正式のルールと専用の施設（競馬場）に基づく競馬）が行われるようになる（現存最古の記録）。

### 17世紀
- 17世紀後半以降競走馬の品種改良が進み、やがてサラブレッドと呼ばれる品種が誕生した。
- 1660年代 チャールズ2世の庇護のもと、ニューマーケット競馬場がイギリス競馬の中心地となる。
- フランスにおいて近代競馬が行われるようになる。
- 1689年 三大始祖のバイアリータークがトルコからイギリスへ輸入される。
- 1700年 フランスで初めて近代競馬が行われる。

### 18世紀
- フランスがイギリスからサラブレッドの輸入を開始。
- 1704年 三大始祖のダーレーアラビアンがイギリスへ輸入される。
- 1711年 アン女王のもと、ロイヤルアスコット開催が始まる。
- 1727年 イギリスで競走馬の競走成績が公式文書（レーシングカレンダー）として残されるようになった
- 1729年 三大始祖のゴドルフィンアラビアンがイギリスへ輸入される。
- 1750年 ロンドンのスター・アンド・ガーターでジョッキークラブ結成。
- 1752年 アイルランドのコークで世界初の障害競走が行われる。
- 1764年 エクリプスが誕生する。
- 1766年 タタソールズ社が創立され、競走馬のセリ市が制度化される。
- 1773年 ジェームズ・ウェザビーがレーシングカレンダーを出版。
- 1779年 第1回オークスが開催される。
- 1780年 第1回ダービーステークスが開催される。
- 1790年代以降 アイルランドにおいて近代競馬のシステムが整備され、競馬統括機関としてアイリッシュターフクラブが創設される。
- 1791年 イギリスでジェームズ・ウェザビーによってジェネラルスタッドブックが創刊される。
- 1795年 オグデン社が設立され、イギリス・ニューマーケット競馬場においてはじめてブックメーカー方式による賭けが行われる。

### 19世紀
- 1808年 イタリアがサラブレッドの輸入を開始し、近代競馬が行われるようになる。
- 1822年 ドイツで初めて近代競馬が行われる。
- 1833年 フランスで競馬統括団体としてフランス馬種改良奨励協会が設立される。
- 1836年 フランスでジョッケクルブ賞が創設される。
- 1863年 フランスでパリ大賞典が創設される。
- 1866年 アイルランドで第1回アイリッシュダービーが行われる。
- 1867年 ドイツで競馬統括団体としてウニオンクラブが創設される。
- 1869年 ドイツで第1回ドイチェスダービーが行われる。
- 1880年 イタリアで競馬統括団体としてイタリアジョッキークラブが創設される。
- 1884年 イタリアで第1回デルビーイタリアーノが行われる。

### 20世紀
- 1907年 スイスのサンモリッツでホワイトターフ（氷上競馬）の開催が始まる（サンモリッツ競馬場）。
- 1909年 イギリスでジャージー規則が制定された。
- 1920年 フランスで第1回凱旋門賞が行われる。
- 1947年 ドイツで競馬統括団体としてサラブレッド生産競馬管理委員会が創設される。
- 1949年 ジャージー規則が撤廃された。
- 1993年 イギリスの競馬統括団体がジョッキークラブから英国競馬公社（BHB）へと移った。
- 1995年 フランスで競馬統括機関としてフランスギャロが創設される。
- 2000年 イタリアで競馬統括機関としてウニーレが創設される。

### 21世紀
- 2007年 イギリスの競馬統括団体が英国競馬公社から英国競馬統括機構（BHA）へと移った。

## 北米

### 17世紀
- 1620年代 イギリスの植民地であったアメリカにおいて競馬が行われるようになる。
- 1665年 初の常設競馬場としてロングアイランド競馬場がニューヨークに建設される。

### 18世紀
- 1760年代 イギリスの植民地であったカナダにおいて競馬が行われるようになる。

### 19世紀
- 1830年 カナダでモントリオール競馬場が建設される。
- 1860年 カナダで第1回クイーンズプレートが行われる。
- 1875年 アメリカ合衆国で第1回ケンタッキーダービーが行われる。
- 1881年 カナダでオンタリオジョッキークラブが設立される。
- 1894年 ニューヨークジョッキークラブがニューヨークに設立される。

### 20世紀
- 1923年 アメリカ・イギリスのダービー馬によるマッチレースという形で、初の大西洋間国際交流競走が行われる。
- 1924年 インターナショナルスペシャルが開催され、初めてフランスからの遠征馬が渡米する。
- 1930年 アメリカクラシック三冠の概念が形成される。
- 1950年 アメリカ競馬名誉の殿堂博物館が設立される。
- 1952年 初の本格的国際招待競走ワシントンDCインターナショナルが創設される。
- 1973年 カナダでジョッキークラブオブカナダが創設される。
- 1984年 ブリーダーズカップ・ワールド・サラブレッド・チャンピオンシップが創設される。
- 1996年 ブリーダーズカップ・ワールド・サラブレッド・チャンピオンシップが初めてアメリカ合衆国国外（カナダ）で開催される。
- 1998年 全米サラブレッド競馬協会（NTRA）が設立される。

## 南米

### 19世紀
- ブラジル・ウルグアイ・チリ・ペルーで競馬が行われるようになる。
- 1826年 アルゼンチンで競馬が行われるようになる。
- 1859年 アルゼンチンで初の常設競馬場が建設される。
- 1882年 アルゼンチンで統括団体アルゼンチンジョッキークラブが創設される。
- 1884年 アルゼンチンで第1回ナシオナル大賞が行われる。
- 1887年
  - アルゼンチンでナシオナル競馬場が建設される。
  - アルゼンチンで第1回カルロスペレグリーニ大賞が行なわれる。

### 20世紀
- 1935年 アルゼンチンでサンイシドロ競馬場が建設される。
- 1953年・1973年 アルゼンチンで競馬の国有化が行なわれる。
- 1992年 ブラジルでブラジル・ジョッキー・クラブが発足。

## オセアニア

### 19世紀
- 1810年 シドニーのハイドパーク競馬場においてオーストラリア初の近代競馬が行われる。
- 1840年 オーストラリアでオーストラリア・レーシング委員会（1842年よりオーストラリアンジョッキークラブ）が発足。
- 1841年 オークランドにおいてニュージーランド初の近代競馬が行われる。
- 1851年 オーストラリアでサウス・オーストラリアン・ジョッキー・クラブが発足。
- 1853年 ニュージーランドでオークランド・ジョッキー・クラブが発足。
- 1861年 第1回メルボルンカップが行われる。
- 1864年 オーストラリアでヴィクトリアレーシングクラブが発足。
- 1873年 ニュージーランドでベイ・オブ・プレンティ競馬クラブが発足。
- 1874年 ニュージーランドでオークランド・ジョッキー・クラブとオークランド・ターフ・クラブが合併し、オークランド・レーシング・クラブが発足。
- 1889年 ニュージーランドでアヴォンデール・ジョッキー・クラブが発足。

### 20世紀
- 1912年 オーストラリアで同国内共通の競馬施行規程（オーストラリア競馬施行規程）が制定される。
- 1922年 第1回コックスプレートが行われる。
- 1957年 第1回ゴールデンスリッパーステークスが行われる。
- 1964年 オーストラリアでゴールドコーストターフクラブが発足。

## アジア

### 19世紀
- 1842年 シンガポールでシンガポールスポーツクラブ（1924年にシンガポールターフクラブと改称）が発足。
- 1843年2月23日、シンガポールのファラーパークにおいて近代競馬が行われる。
- 1845年 イギリスの植民地であった香港でポニーを用いた競馬が行われる。
- 1846年 香港にハッピーバレー競馬場が開設。
- 1862年 日本の外国人居留地で西洋式の競馬が行われるようになる。
- 1867年 フィリピンでマニラジョッキークラブが発足。
- 1869年 シンガポールで統轄機関ストレーツ競馬協会（のちのマラヤン競馬協会）が設立される。
- 1884年 香港で統轄機関香港ジョッキークラブが発足。
- 1893年 仏領インドシナのサイゴンでサイゴン競馬協会が発足。

### 20世紀
- 1901年 タイでロイヤルバンコクスポーツクラブが発足
- 1916年 タイでロイヤルターフクラブオブタイランドが発足。
- 1922年 日本統治下の朝鮮で朝鮮競馬倶楽部が発足。
- 1924年 シンガポールで第1回シンガポールゴールドカップが行われる。
- 1936年 日本で日本競馬会が発足。
- 1937年 フィリピンでサンタアナターフクラブ（のちにフィリピン競馬クラブと改称）が発足。
- 1942年 朝鮮で朝鮮馬事会（太平洋戦争終結後、韓国馬事会と改称）が発足。
- 第二次世界大戦の影響により香港、シンガポール、日本などの競馬開催が中止。
- 1948年 日本で日本競馬会が解散し、国営競馬が始まる。
- 1954年 日本で日本中央競馬会が発足。
- 1960年代 香港でサラブレッドを用いた競馬が行われるようになる。
- 1963年 マレーシアでマラヤン競馬協会が発足。
- 1978年 香港に沙田競馬場が開設。
- 1989年
  - マカオでマカオジョッキークラブが発足。
  - ベトナムでフートースポーツクラブが発足。
- 1996年 アラブ首長国連邦で第1回ドバイワールドカップが行われる。
- 1999年 シンガポールでクランジ競馬場が建設される。
- 2000年 シンガポールで第1回シンガポール航空国際カップが行われる。

## アフリカ

### 18世紀末
- ジンバブエで競馬が行われるようになる。
- 1797年 イギリスの占領下にあった南アフリカ共和国西ケープ州で競馬が行われるようになる。

### 19世紀
- 1882年 南アフリカ共和国で南アフリカジョッキーズクラブが発足。
- 1885年 南アフリカ共和国で第1回サウスアフリカンダービーが行われる。
- 1887年 南アフリカ共和国でヨハネスブルグ・ターフ・クラブが発足。
- 1892年 ジンバブエでマショナランド・ターフ・クラブが発足。
- 1897年 南アフリカ共和国で第1回ダーバンジュライが行われる。

### 21世紀
- 2004年 南アフリカジョッキーズクラブがナショナルホースレーシングオーソリティーオブサウスアフリカと改称。